# Tropaeolum mexiae
Tropaeolum mexiae är en krasseväxtart som beskrevs av Ellsworth Paine Killip och B. Sparre. Tropaeolum mexiae ingår i släktet krassar, och familjen krasseväxter. Inga underarter finns listade i Catalogue of Life.